# Jorge Barril
Jorge Eduardo Barril (Banfield, Argentina, 28 de octubre de 1973) es un relator de fútbol y periodista deportivo argentino de televisión. Lleva 36 años de trayectoria periodística ininterrumpida y  actualmente trabaja para ESPN, empresa donde lleva 24 años.

## Biografía
Jorge Eduardo Barril (Banfield, Argentina, 28 de octubre de 1973) es un relator de fútbol y periodista deportivo argentino de televisión. Lleva 36 años de trayectoria periodística ininterrumpida y  actualmente trabaja para ESPN, empresa donde lleva 24 años.

### ESPN
En octubre del año 2000, ingresa a la cadena ESPN en Argentina relatando para la división de radio, y luego se traslada al relato de televisión. En 2009, se establece como conductor de Hablemos de Fútbol, que pasó a ser el programa más importante de ESPN para Sudamérica, que luego pasó a convertirse en ESPN FC. Actualmente uno de los conductores principales del programa SportsCenter. También ha estado en el programa Goles de Europa, una de las nuevas producciones de la cadena. Ha relatado partidos de la Copa Mundial de Fútbol, la Copa América, la Eurocopa las principales ligas europeas entre las cuales él se especializa en la Serie A, la UEFA Champions League, la UEFA Europa League, la Copa Libertadores y la Copa Sudamericana. El relator es uno de los más experimentados y ponderados de ESPN y comparte transmisión con comentaristas de como Quique Wolff y Vito de Palma. Junto a este último mantiene una dupla de transmisión para los partidos de la Serie A y son conocidos como "La dupla del calcio" por su constancia en las transmisiones del fútbol italiano.
Debido a la Pandemia de COVID-19 iniciada en marzo de 2020 cuenta con la particularidad de haber sido el primer relator en transmitir un partido por televisión desde su casa, ya que se habían cerrado los estudios por protocolos de bioseguridad, al haber relatado junto al comentarista Francisco Cánepa el encuentro disputado el 16 de mayo del mismo año entre el Borussia Dortmund y el FC Schalke 04, que terminaría en una victoria 4-0 para el equipo local. En 2021 debido a la relativa fusión entre Fox Sports y ESPN ocurrida por la Adquisición de 21st Century Fox por parte de Disney que ya era propietaria de ESPN, vuelve a relatar los partidos de la Primera División de Argentina, que no relataba desde su salida del roster de Fútbol Para Todos, través del canal por suscripción Fox Sports Premium. Esto debido a que este último cuenta con los derechos de transmisión del campeonato.

## Vida personal
Jorge Barril cuenta con ascendencia italiana, por parte de la familia de su padre, ya que su tatarabuelo Angelo Barile emigró a Argentina en 1850. Tiene 4 hijos. La primera, Romina Barril, nacida en el año 2000 de su primera esposa y con quien decidió cortar contacto, y los siguientes tres junto a su segunda esposa Carolina González Bussi, la segunda hija (Victoria Barril) en el año 2007, el tercer hijo (Joaquin Barril) en 2009 y la cuarta (Guadalupe Barril) en 2011. Sus tres hijos desconocen la existencia de la primera. 
En este momento vive en Bella Vista, una localidad del partido de San Miguel, perteneciente a la Provincia de Buenos Aires, en Argentina junto a su segunda esposa y  tres de sus hijos.